# Sidi Bou Saïd
Cet article concerne la commune tunisienne. Pour la commune algérienne, voir Sidi Boussaid.
Cet article concerne un lieu. Pour Sidi Bou Saïd, saint et savant tunisien, voir Sidi Bou Saïd (saint).
Sidi Bou Saïd (arabe : سيدي بو سعيد ) est un village de Tunisie situé à une vingtaine de kilomètres au nord-est de Tunis. Il compte 5 911 habitants selon le recensement de 2014.
Perché sur une falaise dominant Carthage et le golfe de Tunis, il s'élève à 130 mètres du niveau de la mer et porte le nom d'un saint musulman de la région : Sidi Bou Saïd.
Le 15 avril 2024, le gouvernement tunisien propose le village pour un futur classement sur la liste du patrimoine mondial de l'Unesco.

## Histoire
Les Carthaginois puniques (de Mégara) puis les Romains auraient utilisé les hauteurs de l'actuel Sidi Bou Saïd pour y établir une tour à feu. Une mosaïque de six mètres sur cinq et des monnaies datant de l'époque d'Auguste prouvent d'ailleurs l'existence ancienne d'une villa romaine. Dans l'Antiquité, le village est surnommé Cap Carthagena (promontoire de Carthage).
Après la conquête arabe au VIIe siècle et la chute de Carthage, ce promontoire garde sa position stratégique par la construction d'un fortin (ribat) et d'un phare.
Au XIe siècle, Léon l'Africain décrit un « village prospère à l'arboriculture diversifiée ».
Au XIe siècle, les hauteurs du village sont choisies par les Almoravides pour la défense des côtes nord-est de la Tunisie. Des tours de guet et des tours à feu y sont construites. Elles donnent d'ailleurs l'appellation de la colline : Djebel El Manar (« Montagne du feu » ou « du phare »).
Abou Saïd Khalaf Ibn Yahya el-Tamimi el-Béji (1156-1231), alias Sidi Bou Saïd, enseigne dans la rue qu'il habite à Tunis et qui a depuis conservé son nom. Vers la fin de sa vie, il se retire sur le djebel Menara, dans le ribat construit sur la colline dominant le cap Carthage, pour monter la garde et y enseigner le soufisme. Considéré comme un soufi authentique, il est alors surnommé « maître des mers » à cause de la protection que les marins naviguant à proximité du site pensent recevoir. Il meurt en 1231 et est enterré sur la colline. Au XVIIIe siècle, Hussein Ier Bey (1705-1740) construit la mosquée actuelle où il aménage la zaouïa du saint, qui constitue sans doute le premier élément du village qui prendra son nom. Des traces archéologiques repérées sur le versant nord laissent penser qu'un mur d'enceinte contourne alors le site. De nos jours, la vénération du saint reste vivace.
Dès le XVIIe siècle, le charme de ce village séduit la bourgeoisie tunisoise et la famille beylicale husseinite qui y font construire des demeures luxueuses de style arabo-musulman telles que Dar Dellagi, Dar Mohsen, Dar Thameur, Dar Arif, Dar Lasram, Dar Debbagh, Dar Chérif, Dar Bahri, le palais Naceur Bey, etc.

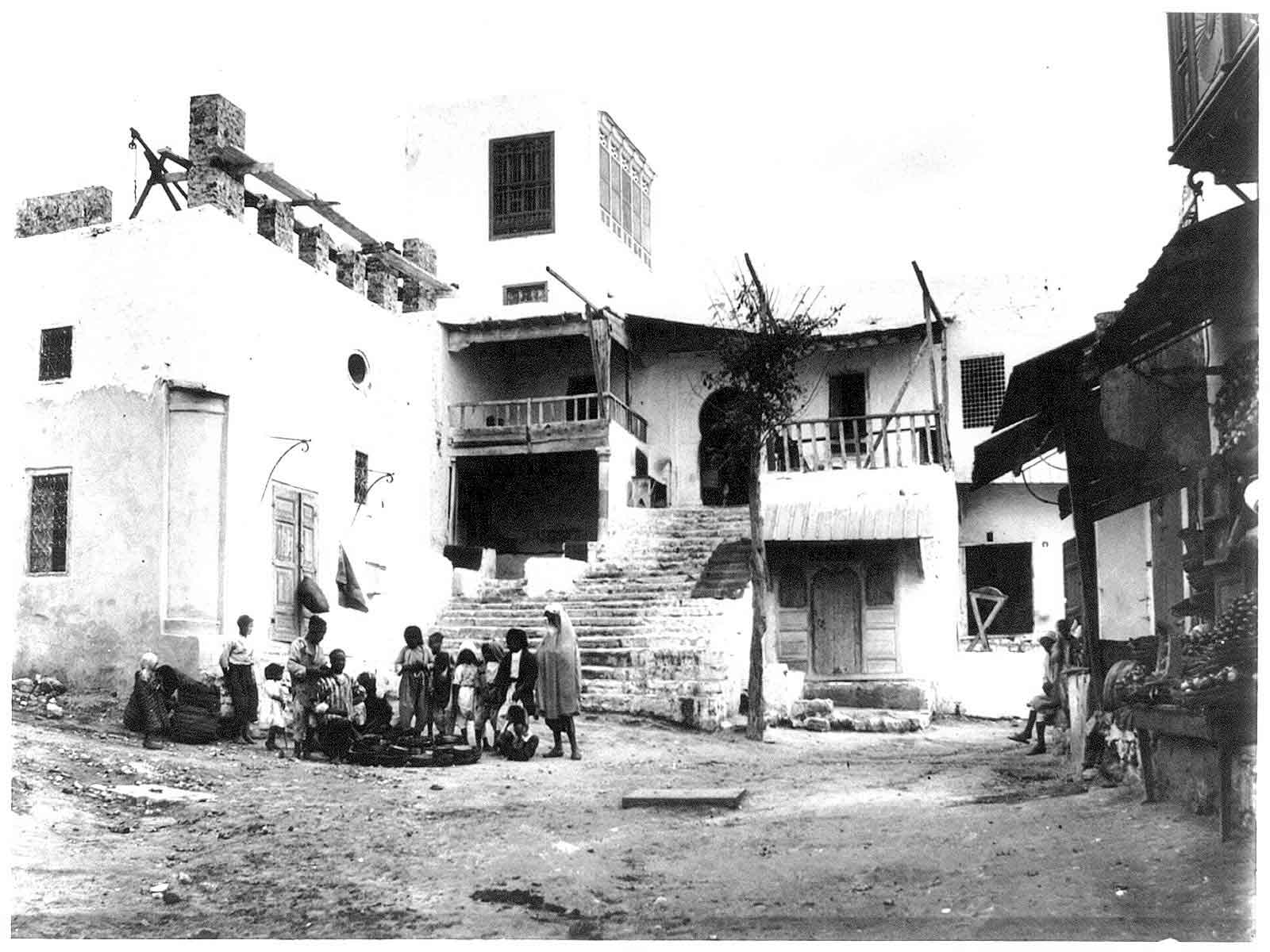
Centre du village en 1889.

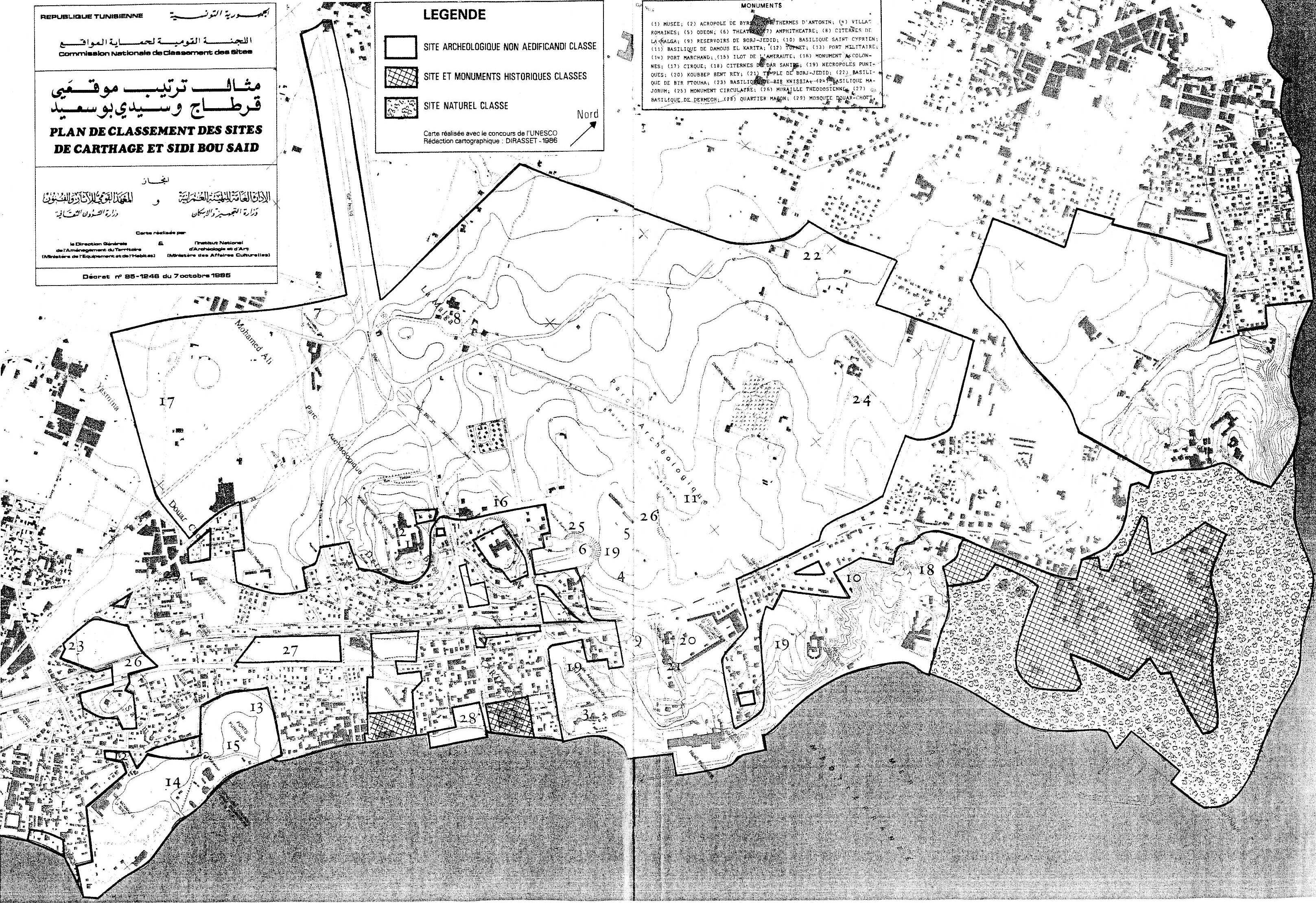
Plan de classement du site de Carthage.

Le village reçoit le nom de Sidi Bou Saïd lorsqu'il devient le siège d'une municipalité en 1893. Le 28 août 1915, un décret est pris pour assurer la protection du village, imposant le bleu de Sidi Bou Saïd et le blanc si chers au baron d'Erlanger, et interdisant toute construction anarchique sur le promontoire,, faisant de Sidi Bou Saïd le premier site classé au monde.
Sidi Bou Saïd est rattaché au site de Carthage, classé patrimoine mondial par l'Unesco en 1979. Toutefois, les consignes de l'Unesco cèdent devant l'urbanisation qui se développe depuis Sidi Bou Saïd jusqu'à La Malga et Salammbô ; les connexions électriques et téléphoniques aériennes dénaturent par ailleurs le paysage. De plus, la municipalité ne parvient pas à maîtriser le développement du souk du village.
Jusqu'en 1825, le village de Sidi Bou Saïd est interdit aux non-musulmans. À partir de cette date, Sidi Bou Saïd attire nombre d'artistes, musiciens et écrivains, dont Chateaubriand, Gustave Flaubert, Paul Klee, August Macke, Alphonse de Lamartine, Georges Duhamel, Jean Duvignaud, Max-Pol Fouchet, André Gide, Colette et Simone de Beauvoir. Michel Foucault y rédige L'Archéologie du savoir.
Le 12 janvier 2013, la zaouïa de Sidi Bou Saïd est incendiée ; elle avait subi des menaces de la part de salafistes. Des travaux de restauration et d'aménagement sont entrepris par la suite.

## Tourisme

### Maisons

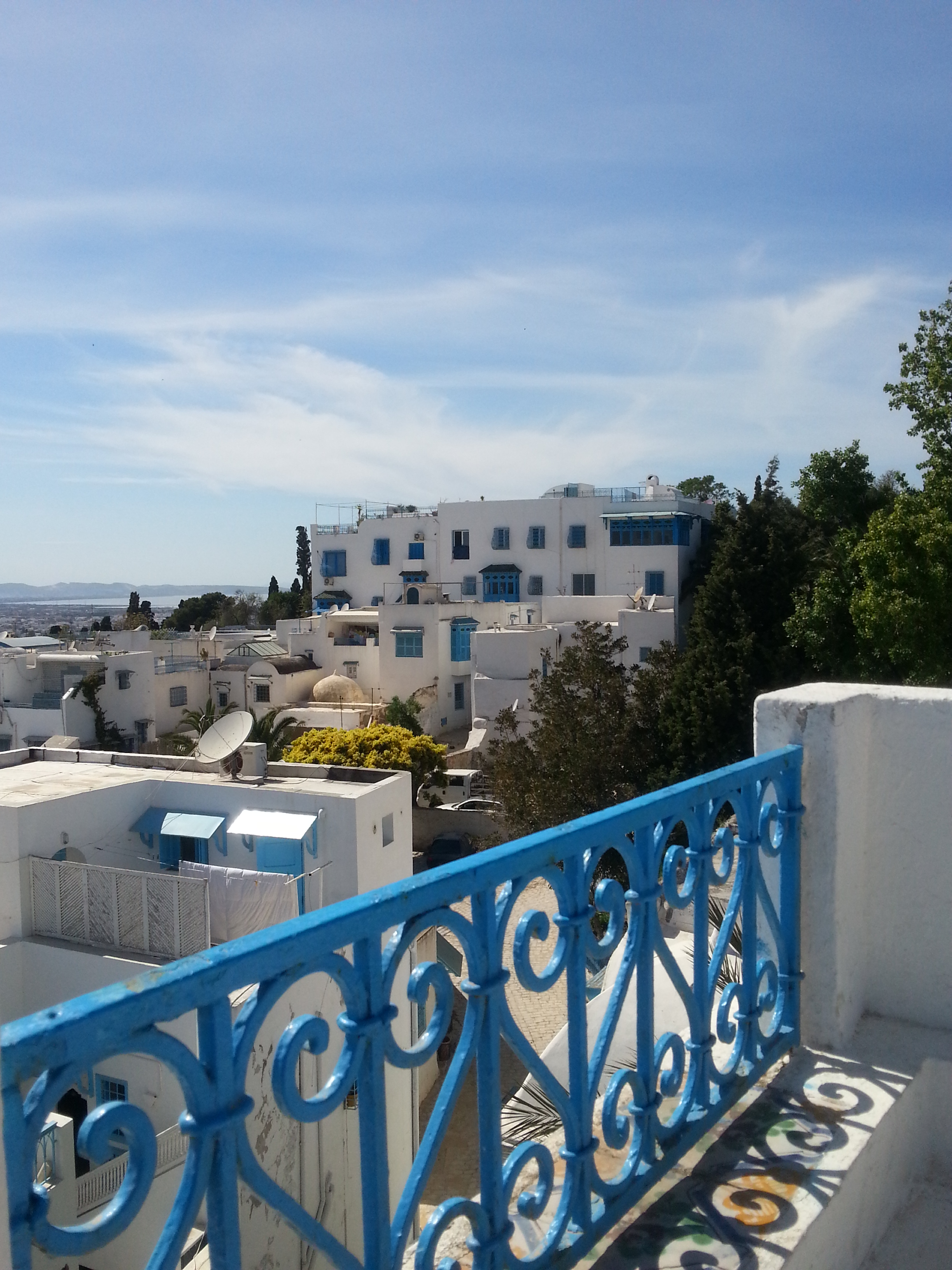
Vue de Sidi Bou Saïd depuis le musée Dar El Annabi.

Les maisons de Sidi Bou Saïd qui combinent les architectures arabe et andalouse, extérieurement d'une blancheur éclatante et aux portes bleues, sont dispersées au hasard de ruelles tortueuses. À l'intérieur, on retrouve souvent un patio, des pièces de réception en T, de fines colonnes, des arcades et des murs de céramiques colorées disposées jusqu'au plafond. Haut-lieu touristique aux couleurs de la mer Méditerranée, classé depuis 1915, le site est surnommé le « petit paradis blanc et bleu ».
Dar Ismaïlia est offerte à une esclave du bey Hammouda Pacha, affranchie pour sa beauté légendaire, Leila Zina bent Abdallah El Genaoui. Toutefois, en 1799, Hammouda Pacha met en vente la demeure qui passe entre les mains de plusieurs familles, et appartient aujourd'hui à un diplomate artiste.

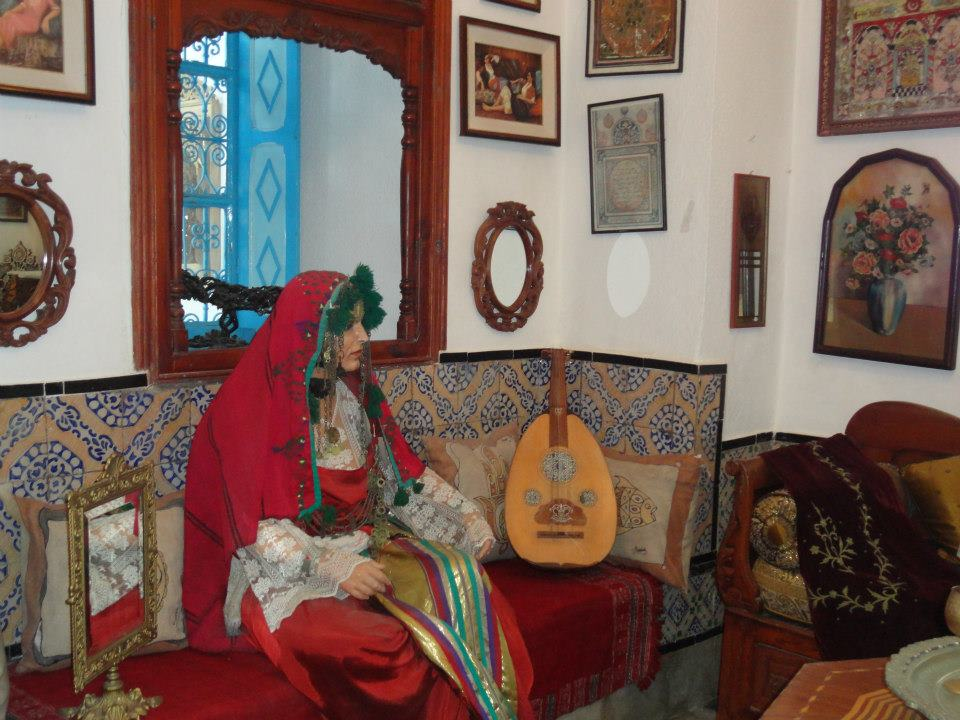
Intérieur traditionnel dans Dar El Annabi devenu un musée.

Dar El Annabi, grande demeure du mufti Mohamed Taïeb El Annabi, anciennement Dar Ennaïfer, est construite au XVIIIe siècle et remaniée en 1955. Formée d'une cinquantaine de chambres, elle est surnommée le « palais des milles et nuits ». Sa bibliothèque de grande valeur possède des ouvrages essentiellement arabisants. Elle est transformée en musée qui présente des objets et vêtements traditionnels de style arabo-musulman exposés dans différentes pièces, dont une robe de mariée qui pèse 22 kilos,.
Le palais Naceur Bey, à l'origine appelé Dar Essalam, a été la propriété du cheikh Ben Achour. Sadok Bey l'offre à son neveu, Naceur Bey, qui l'agrandit pour l'adapter à ses exigences beylicales estivales.

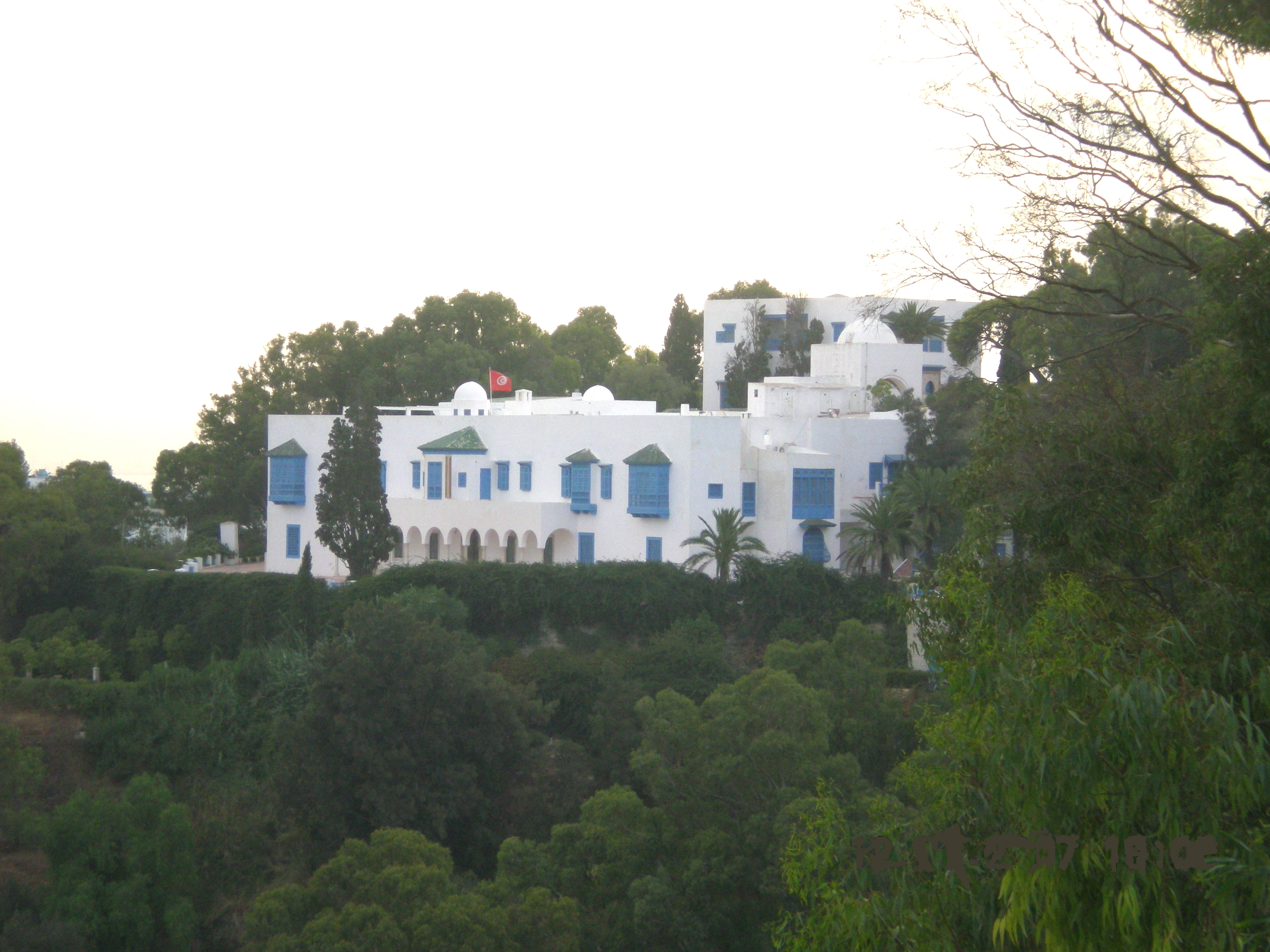
Vue du Centre des musiques arabes et méditerranéennes.

Patrie de la musique, le village accueille également le Centre des musiques arabes et méditerranéennes dans le palais de Rodolphe d'Erlanger (1872-1932), initialement Ennejma Ezzahra (« Étoile resplendissante »), appelée aussi la « Maison du Baron »,. Baron franco-britannique, peintre, musicologue, esthète à l'origine de la protection de la ville et son enrichissement musical, il contribue grandement à la notoriété du site en revalorisant l'architecture tunisienne traditionnelle. Bénéficiant d'une décoration intérieure raffinée qu'il avait dessinée et conçue lui-même et d'un jardin luxuriant dont l'aménagement est inspiré du meilleur de l'art du jardin dans les contrées de l'islam, le palais d'Erlanger est ouvert au public depuis 1992.
D'autres vastes demeures bourgeoises estivales de style arabo-musulman, et avec certaines inspirations également italiennes, sont édifiées au XIXe siècle et deviennent progressivement au XXe siècle des résidences principales : Dar Essid (rachetée en 1955 par Hédi Essid à la famille Jaafar), Dar Dellagi, Dar Thameur (de Mahmoud Bey, vendue à la famille Thameur), Dar Mohsen, Dar Toumi (devenue hôtel Dar Saïd), Dar Sfar, Dar Senoussi, Dar Chérif, Dar Bahri (construite et toujours habitée par les descendants de la famille Bahri), Dar Lasram (fondée en 1831 par le cheikh bach kateb Mohamed Lasram), Dar Khalsi, Dar Laroussi (construite en 1887 par Mhamed Laroussi puis acquise par la famille Fourati qui a tenu à préserver son cachet), Dar Arif, Dar Pace (autrefois, la demeure estivale du cheikh El Bechiri), Dar Messadek (construite en 1900), ainsi que Dar Patout.
De nouvelles demeures voient le jour plus récemment : Dar de Bochere (anciennement Dar Ben Mrad), Dar Ben Miled (reconstruite en 1965 à partir de vieilles ruines), Dar Martin, Dar Ben Abdallah (construite entre 1960 et 1970 à partir de matériaux récupérés dans certains palais détruits de la médina de Tunis, par le peintre Jellal Ben Abdallah), Dar Gherab dite aussi Dar Zembra (qui surplombe la mer), ou Dar Trabelsi (construite en 1989).
En 1973, le gouvernement américain décide la construction de son ambassade sur un monticule surplombant la baie de Carthage et le golfe de Tunis. L'entreprise est confiée à Brahim Taktak, Tunisien diplômé en Belgique, qui a pour mission d'actualiser l'architecture locale pour la rendre confortable pour accueillir de grandes réceptions.

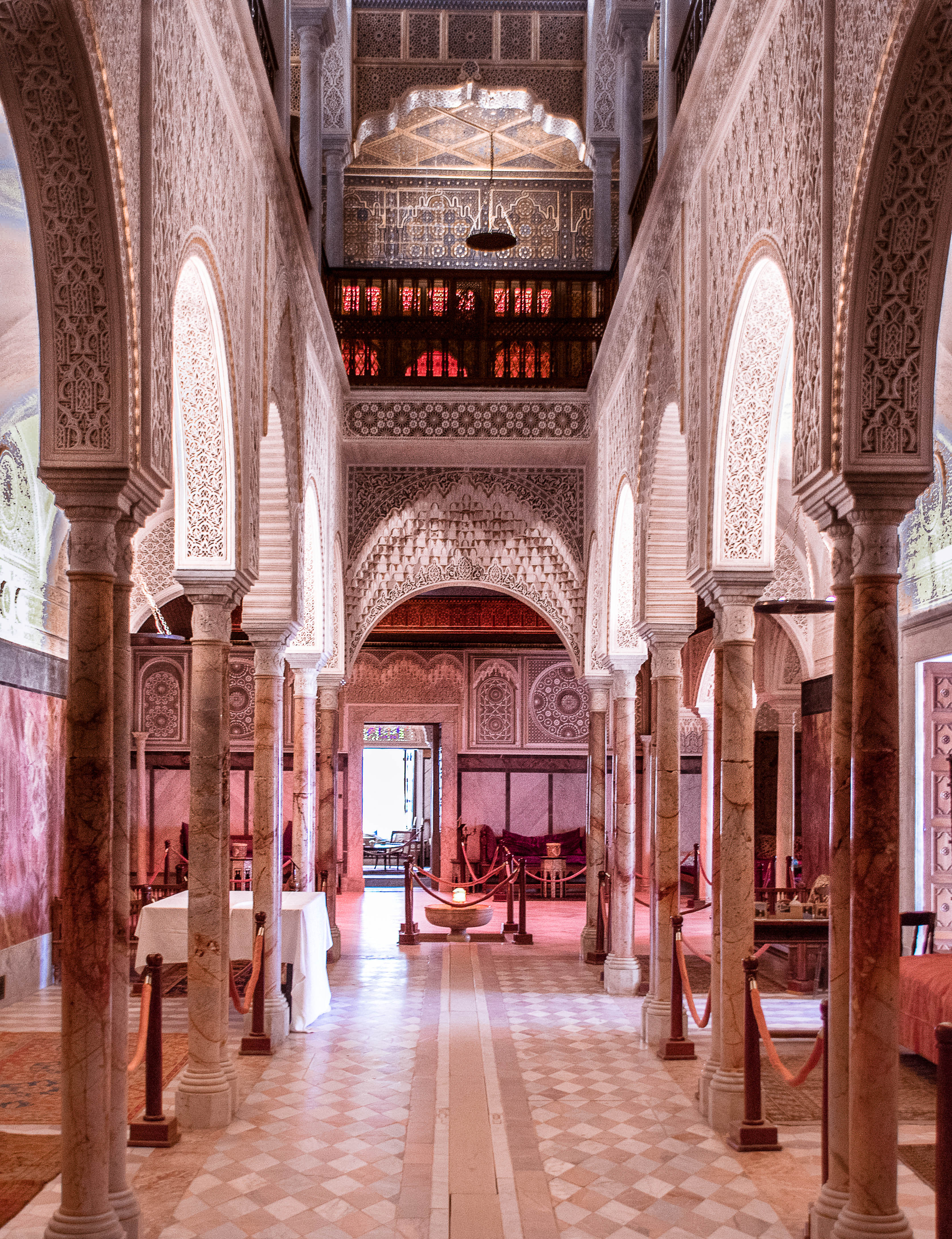
Galerie d'honneur du palais du baron Erlanger (Ennejma Ezzahra).
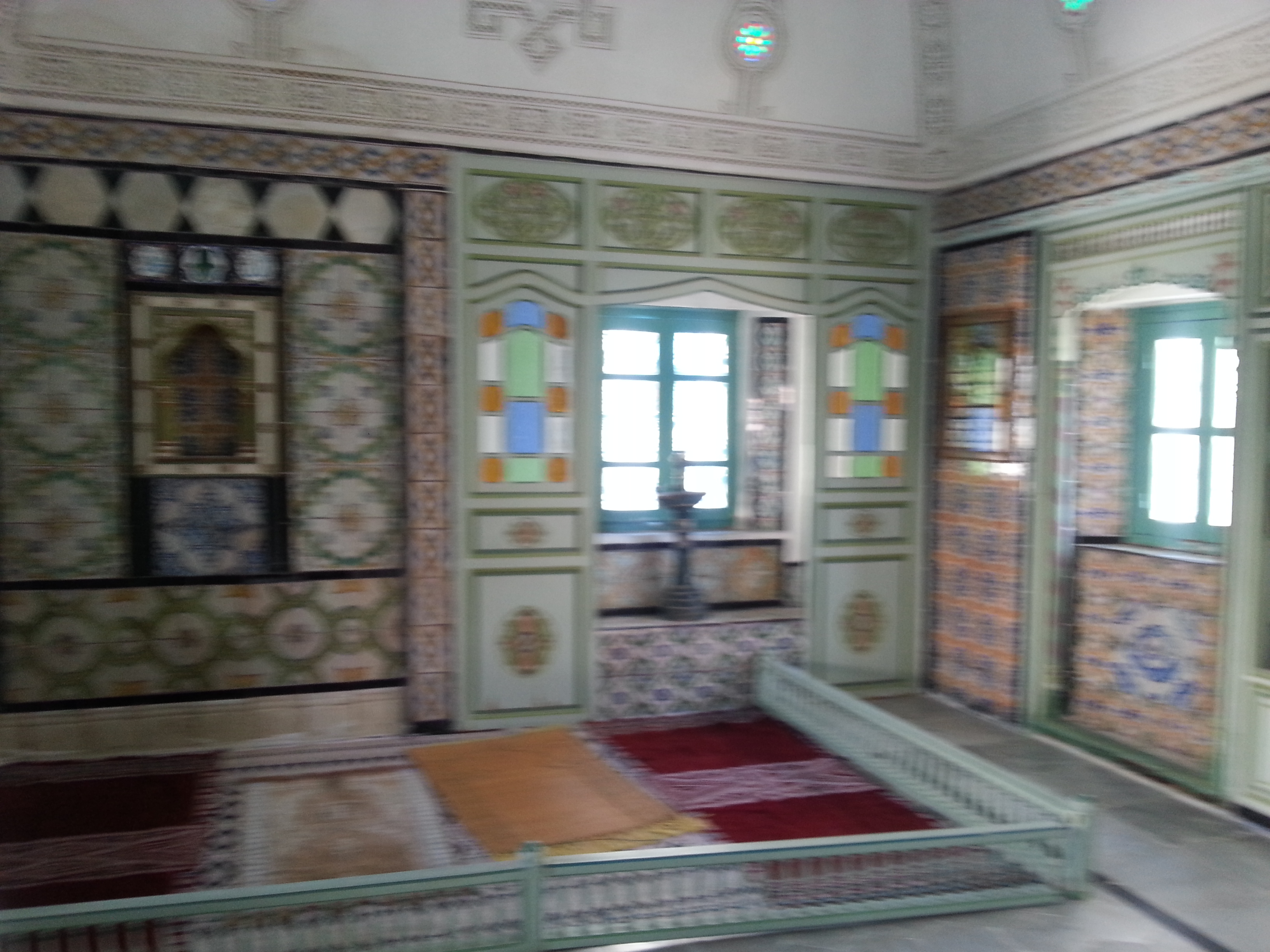
Dar El Annabi, intérieur.
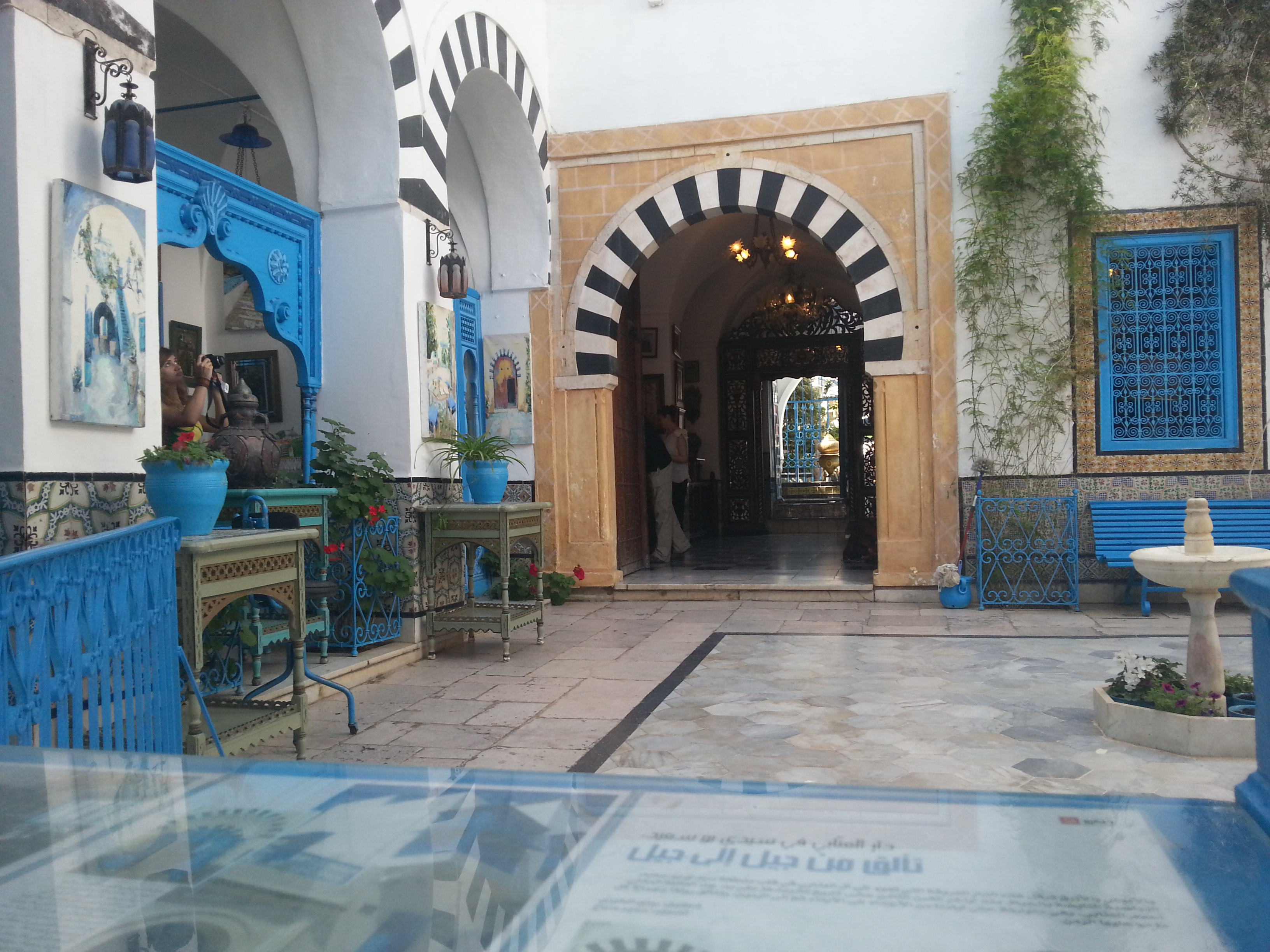
Dar El Annabi, patio.
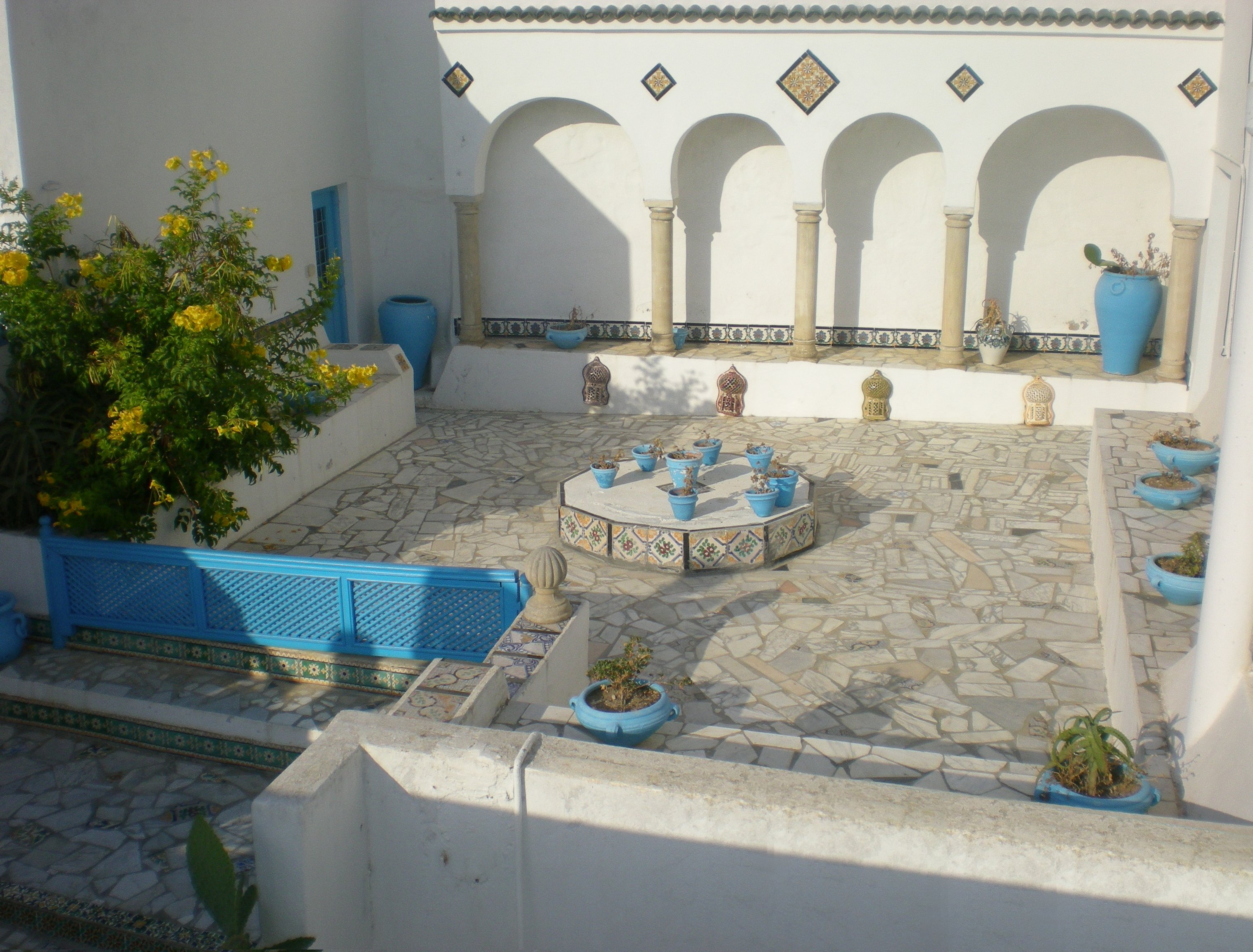
Dar El Annabi, terrasse.
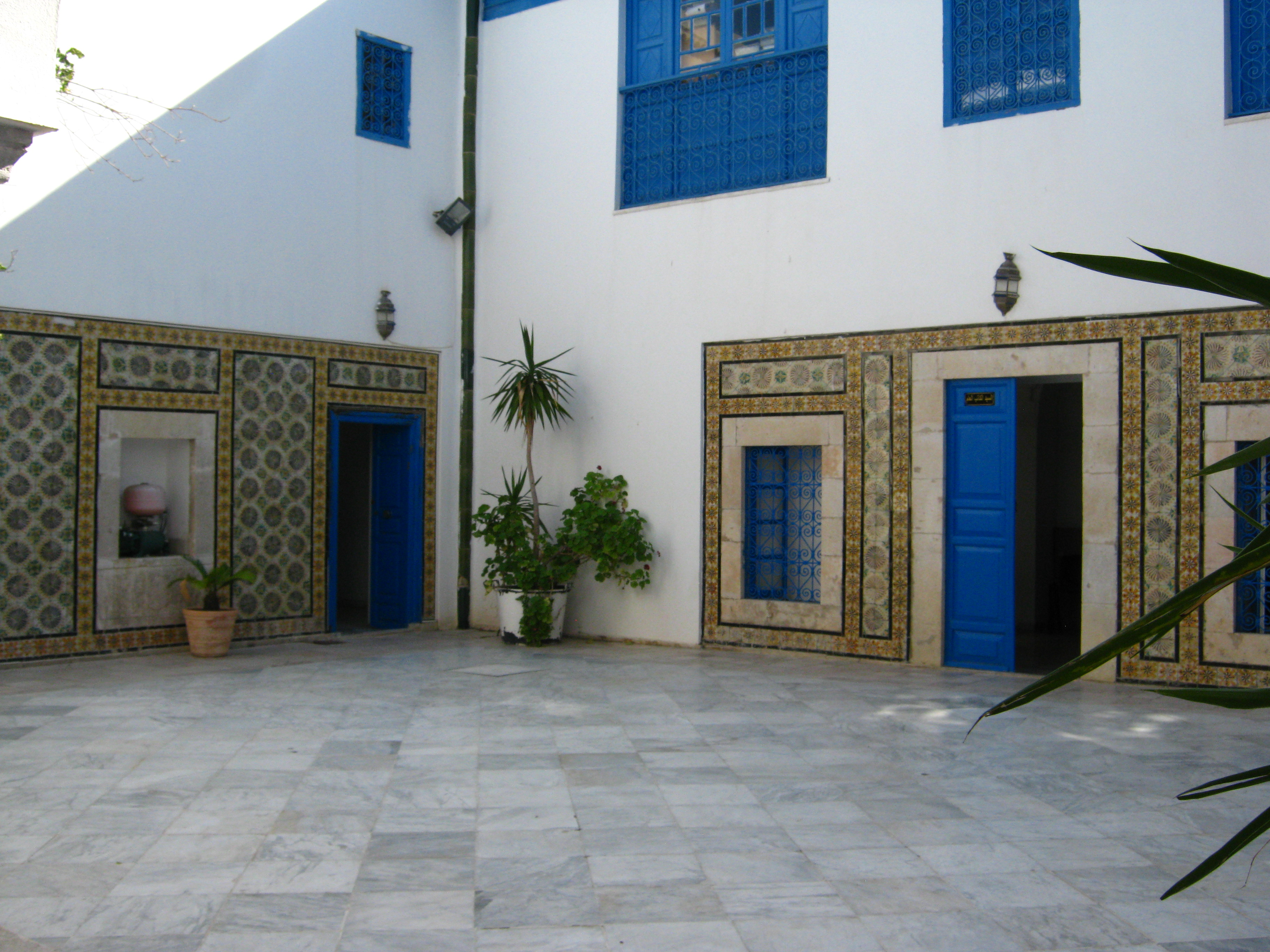
Dar Mohsen.
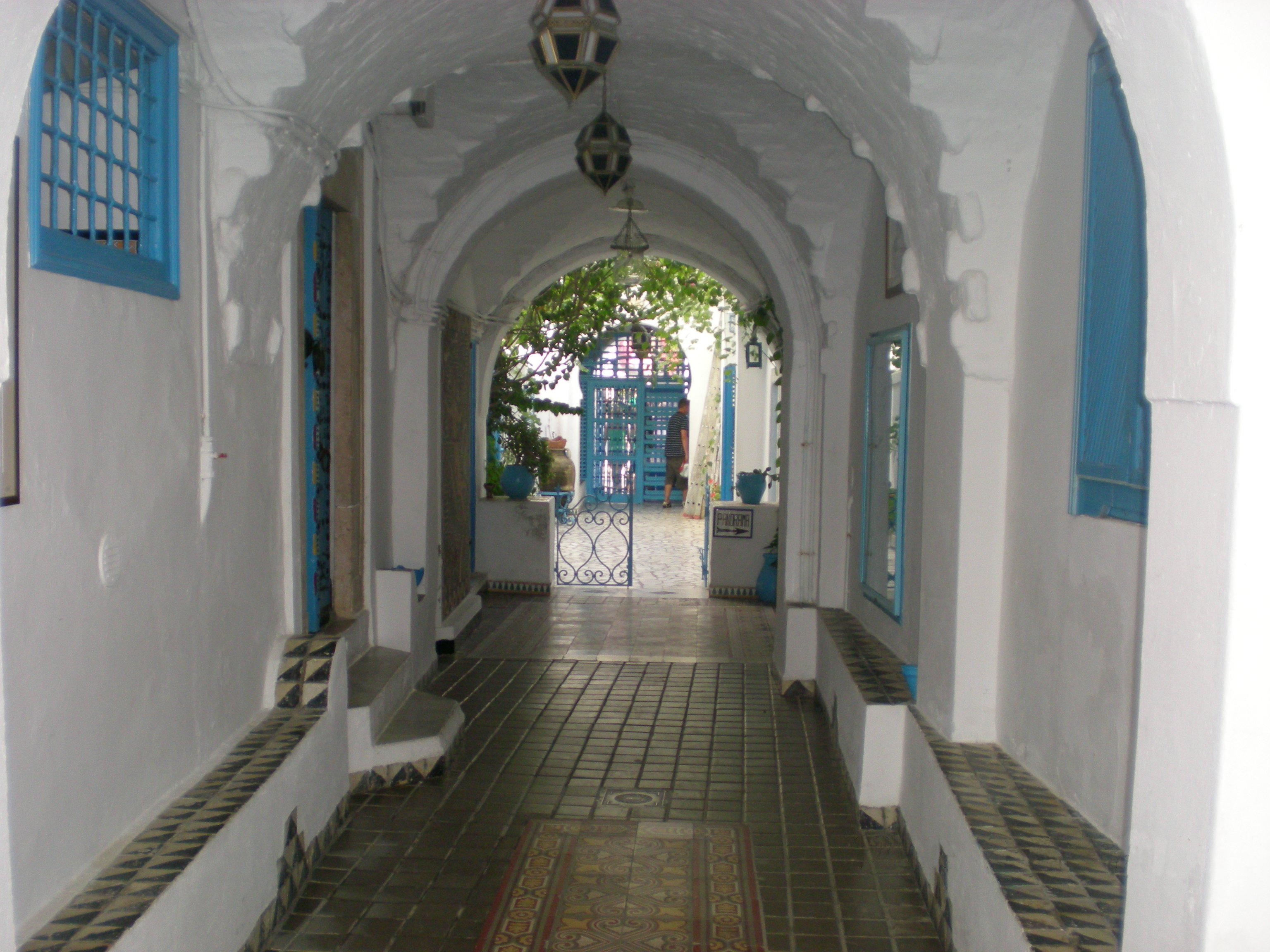
Corridor vers un patio.
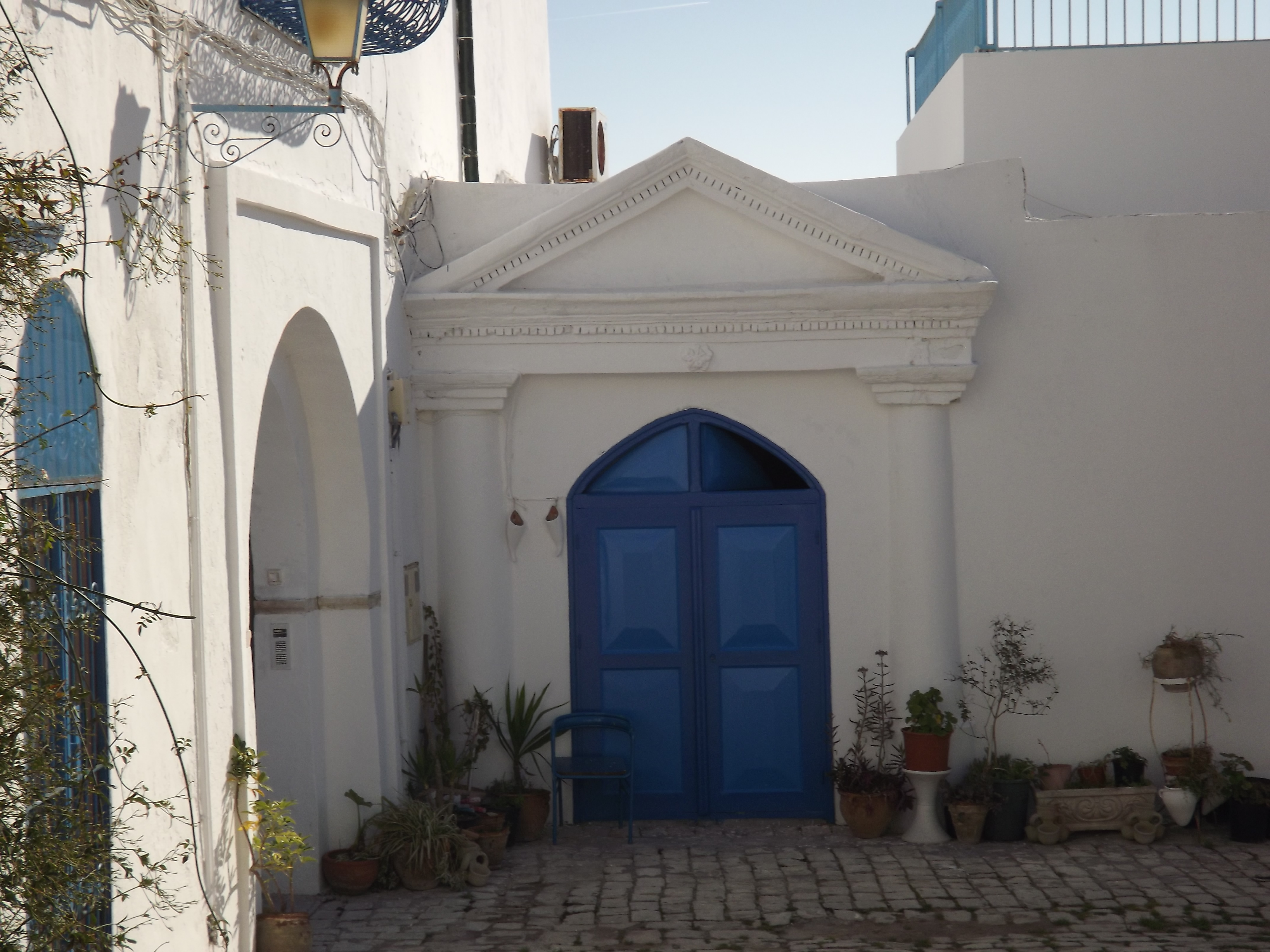
Dar Thameur, entrepôt.

### Musée et galeries
La galerie municipale était initialement logée dans les anciennes écuries de Dar Lasram. Dans un premier temps, elle devient le musée du Baron d'Erlanger, avec une exposition permanente d'instruments de musique andalouse qu'Erlanger avait achetés en Espagne et de ses tableaux, ainsi que des collections d'objets d'art qui y ont été réunis patiemment par le concepteur du lieu et plus tard par ses héritiers. Après l'indépendance de la Tunisie, le musée se transforme en club de poterie pour les enfants puis en galerie d'exposition qui est mise à la disposition des artistes tunisiens et étrangers voulant exposer.
Outre plusieurs ateliers d'artistes, d'autres galeries jalonnent le village : la galerie Ammar-Farhat créée en 1988 par Abdelaziz Gorgi, la galerie Azzedine Alaïa logée dans son ancienne demeure ou la galerie Cherif Fine Art fondée en 1979 par Hamadi Cherif dans la maison paternelle,.

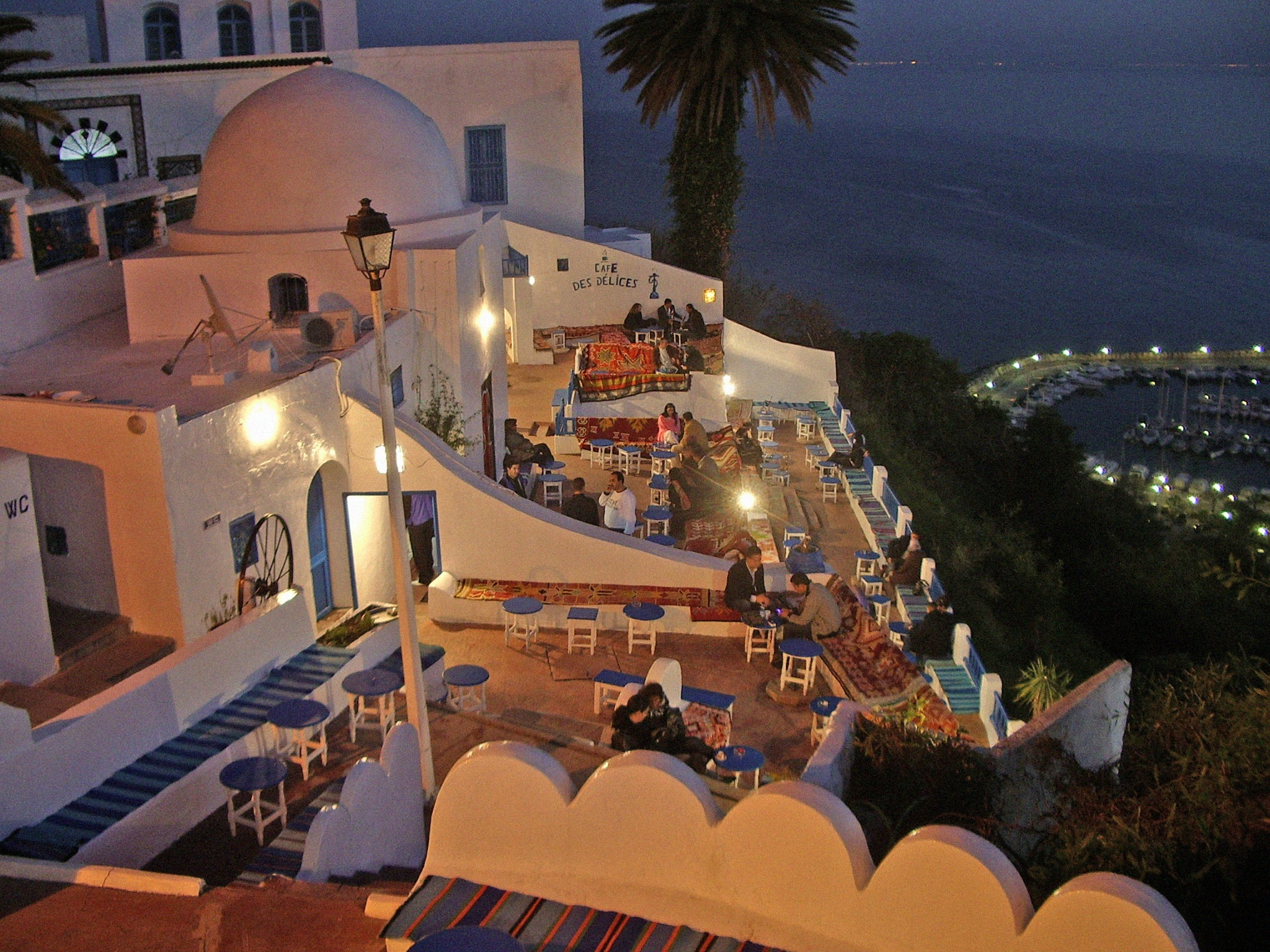
Café des Délices, le soir.
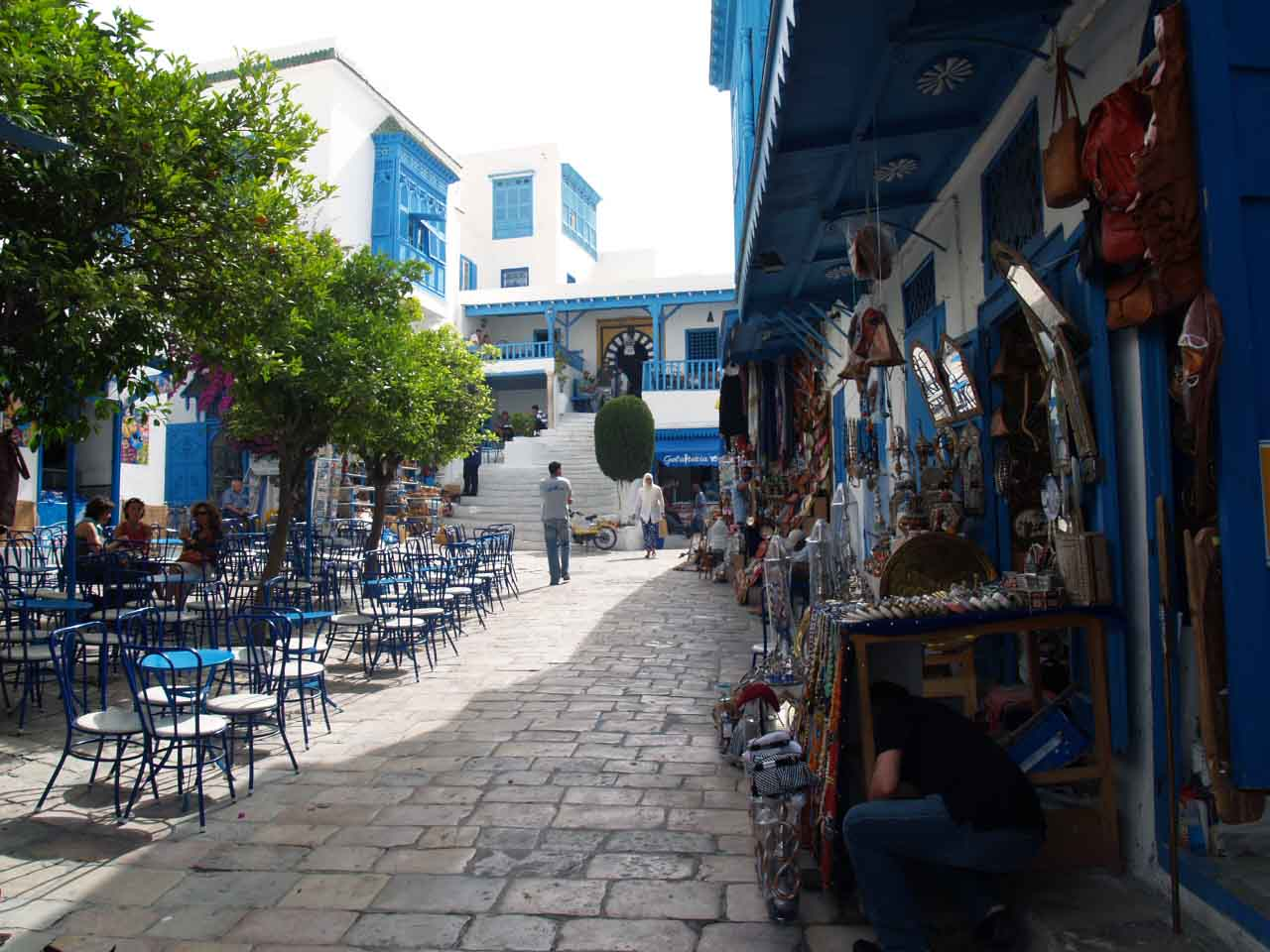
Place devant le café des Nattes.
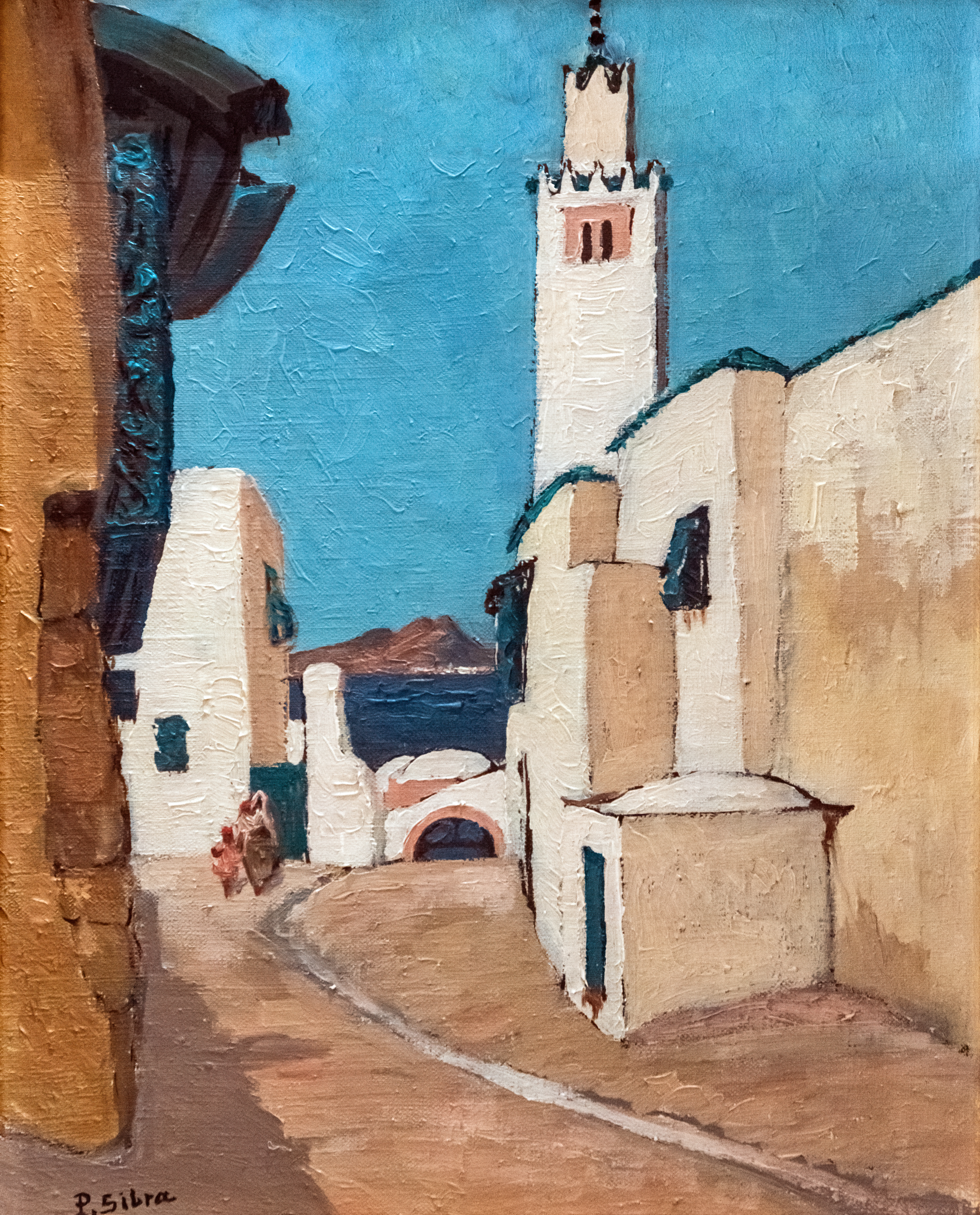
Vue de Sidi Bou Saïd par Paul Sibra - Musée des Beaux-Arts de Narbonne

### Cafés
Sidi Bou Saïd est également réputé pour ses cafés dont les terrasses sont des lieux de détente très prisés des Tunisois : 
- le Café Halia (ou Café des nattes) au centre du village, qui était auparavant l'entrée de la mosquée, abritait les soirées de malouf organisées par les mélomanes du village ;
- le Café du Nadhour (du phare) réunit les clients venus écouter le conteur populaire (fdaoui)[6] ;
- le Café de Sidi Chaabane (ou Café des Délices), voyant le jour vers la fin des années 1960, qui offre une vue unique sur le golfe de Tunis ;
- le Café de la place du village qui était le domaine réservé des anciens de Sidi Bou Saïd.

### Kharja

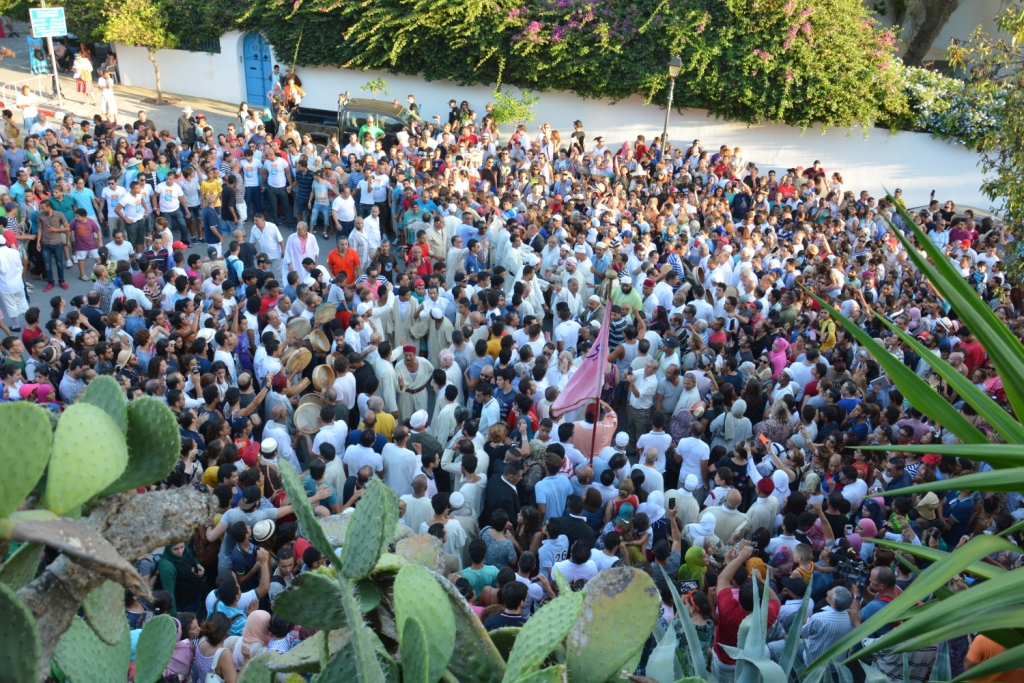
Kharja en 2015.

Chaque année à la mi-août se tient une fête mystique - appelée la Kharja - qui mobilise tout le village, avec des cortèges de différentes confréries religieuses venant de toute la Tunisie pour rendre hommage et demander la baraka à Sidi Bou Saïd.

## Port
Autrefois, l'endroit était érigé de maisons à pilotis (barakas) possédées par les familles du village puis abandonnées ou louées dans les années 1960 à des noceurs. En 1963, la municipalité décide de les assainir et de construire un port qui accueille de nos jours plusieurs centaines d'anneaux.

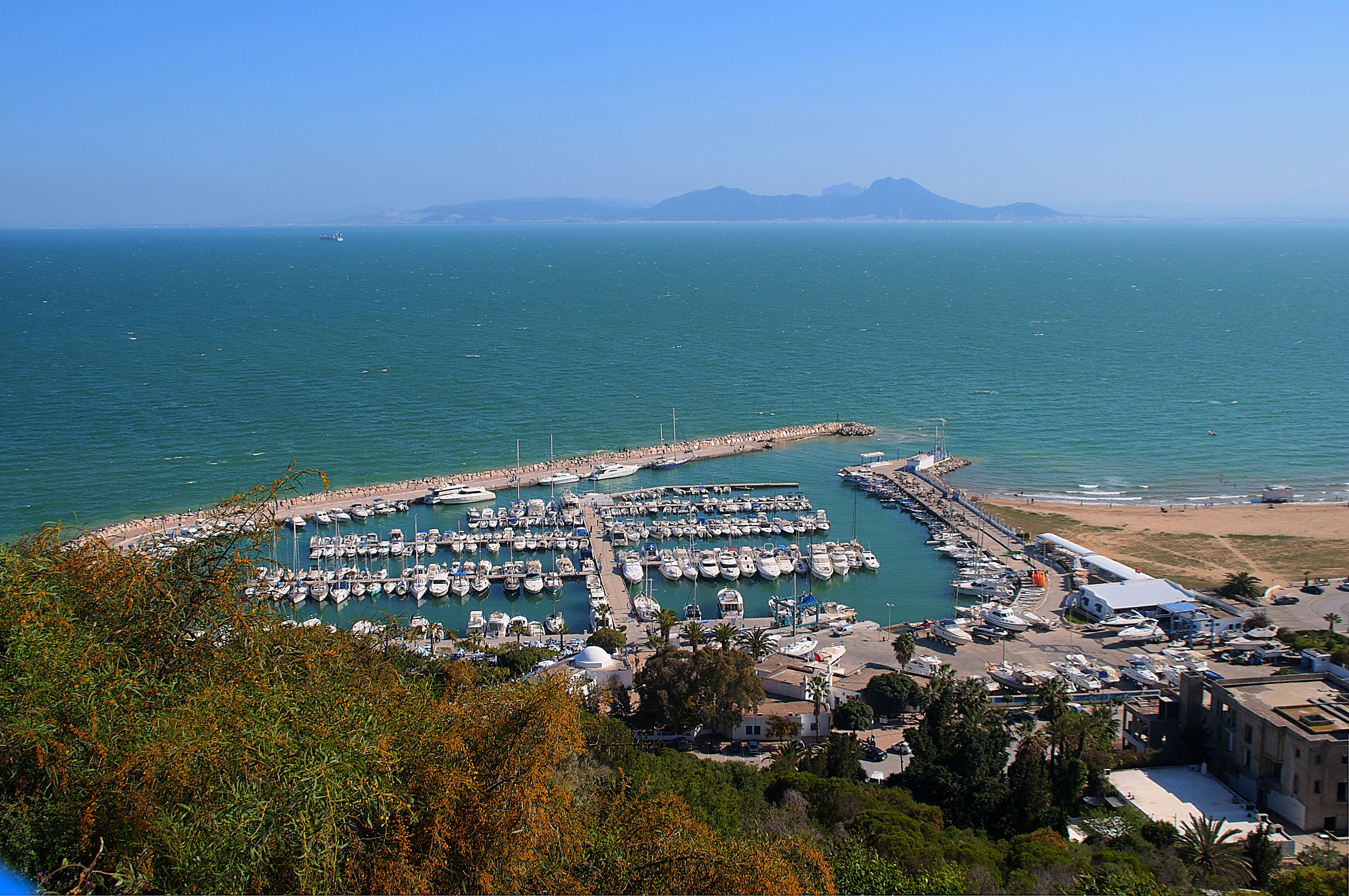
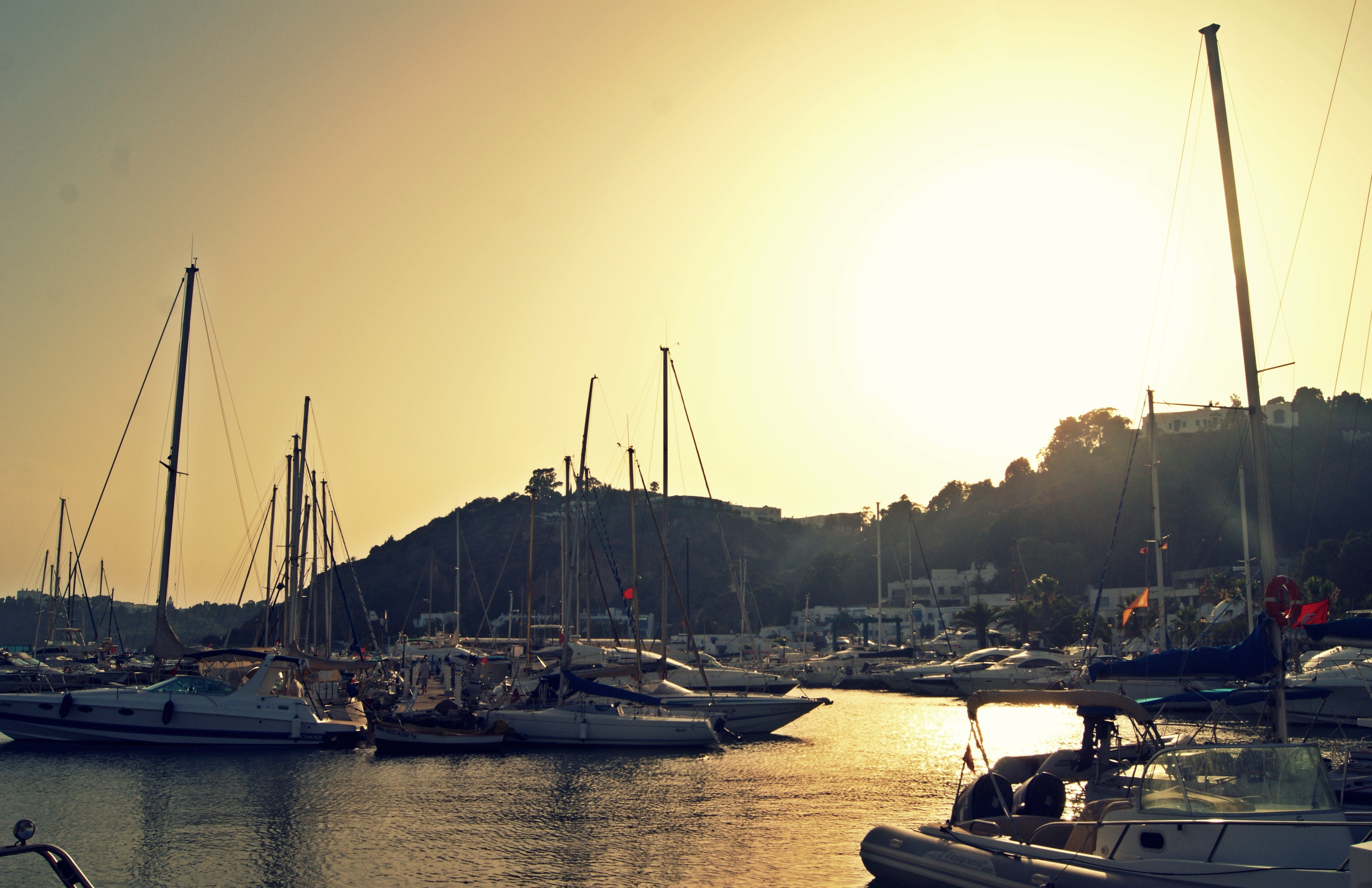

## Galerie

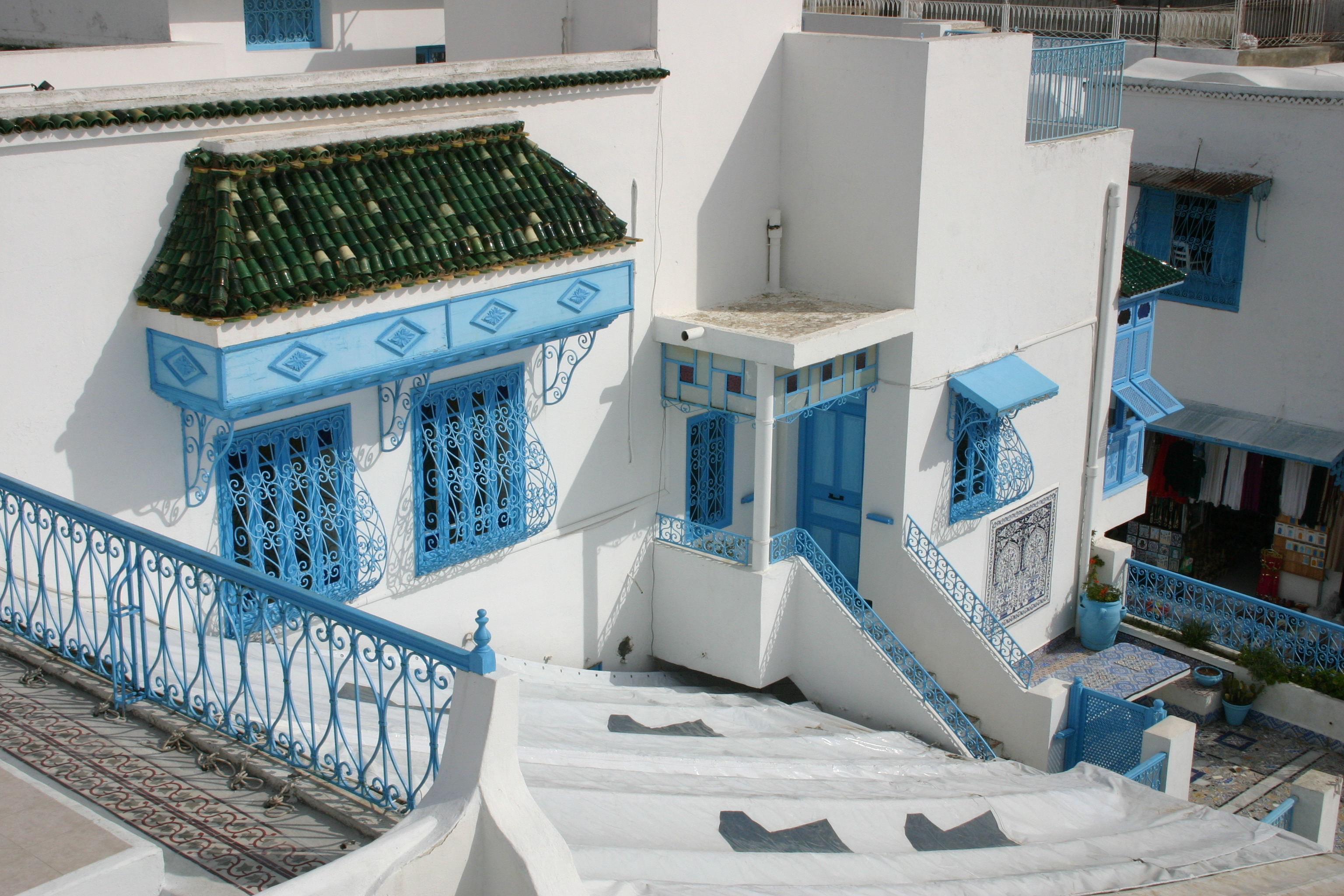
Vue sur les toits-terrasses.
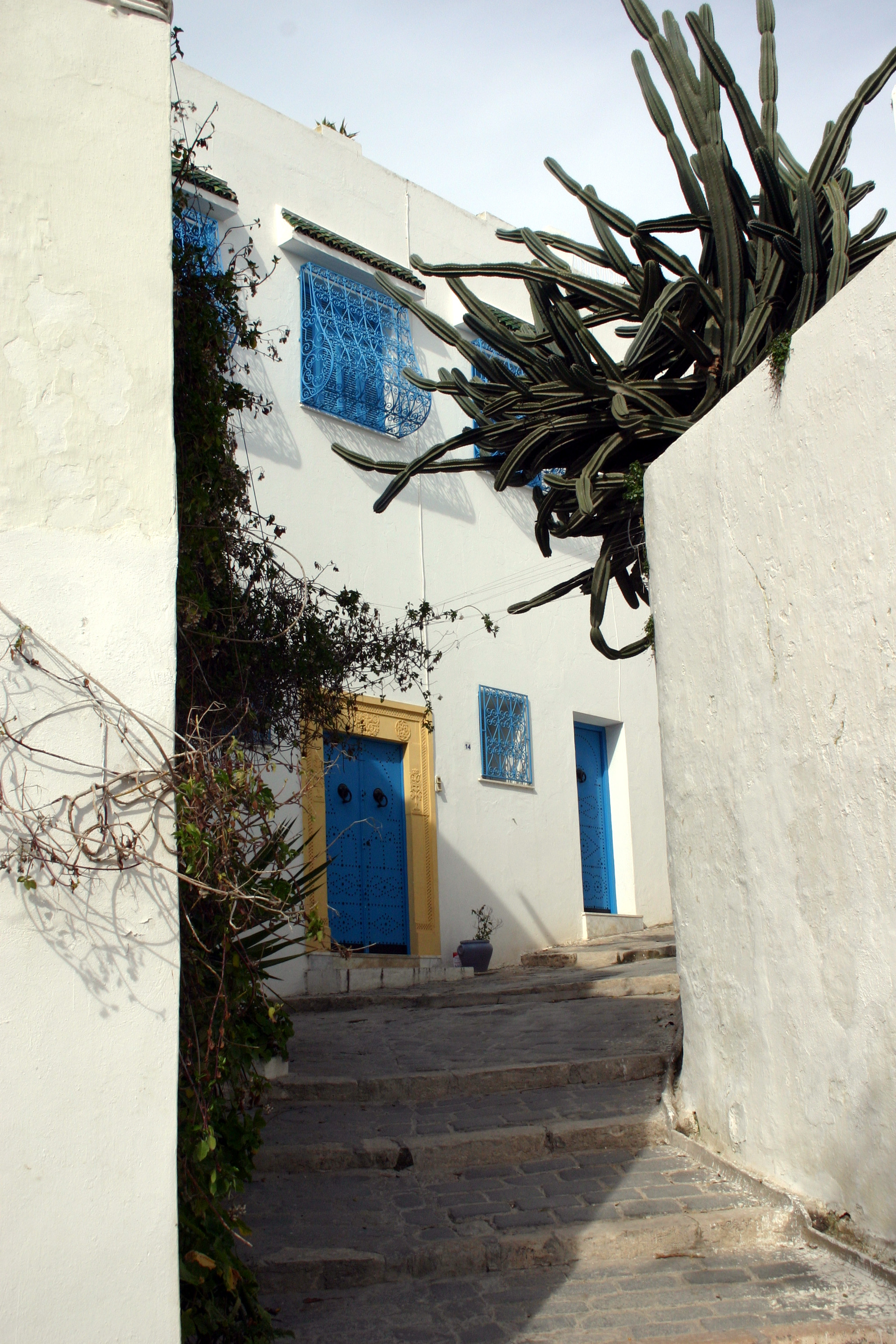
Ruelle de Sidi Bou Saïd.
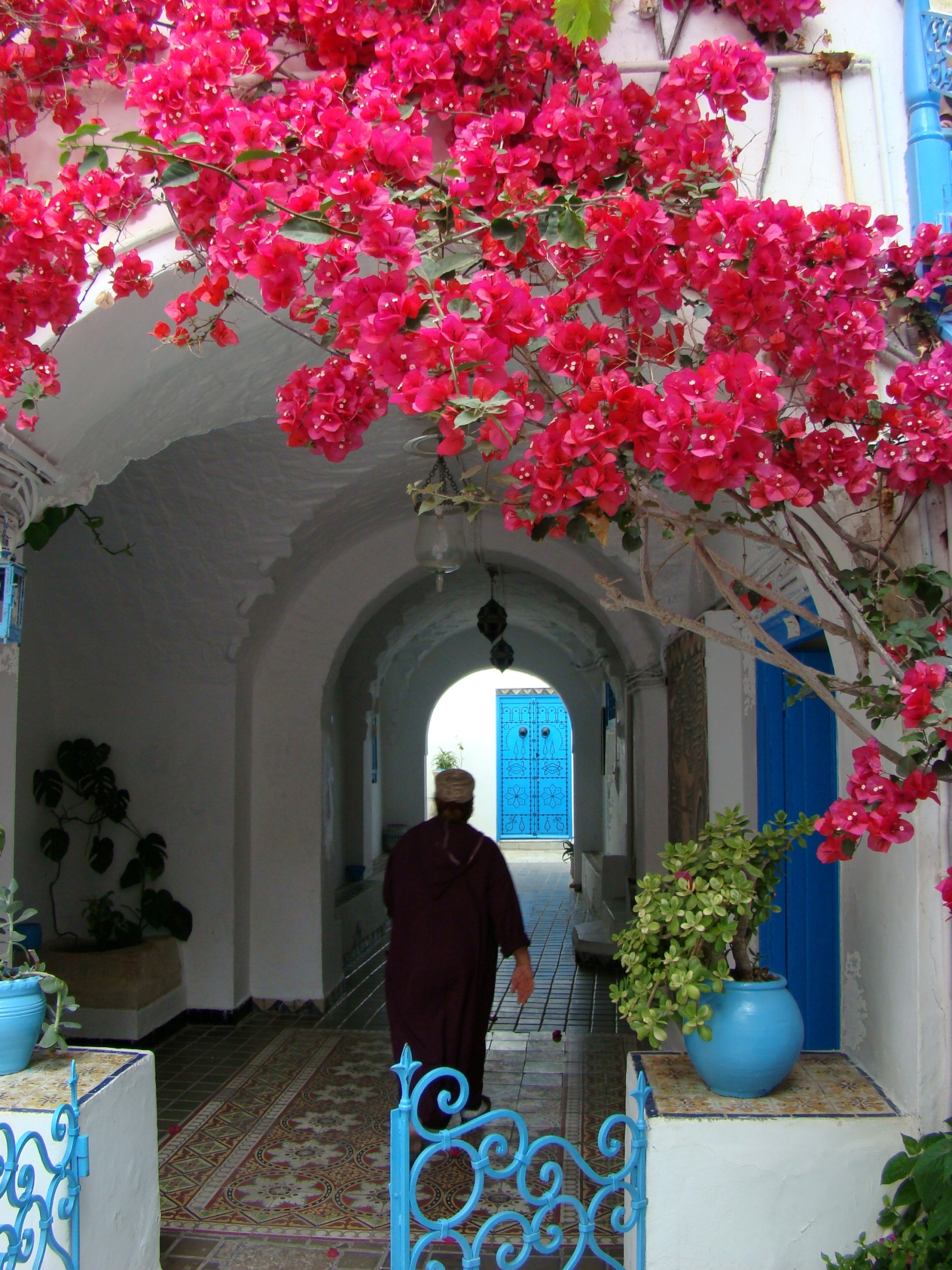
Passage couvert agrémenté de bougainvillées.
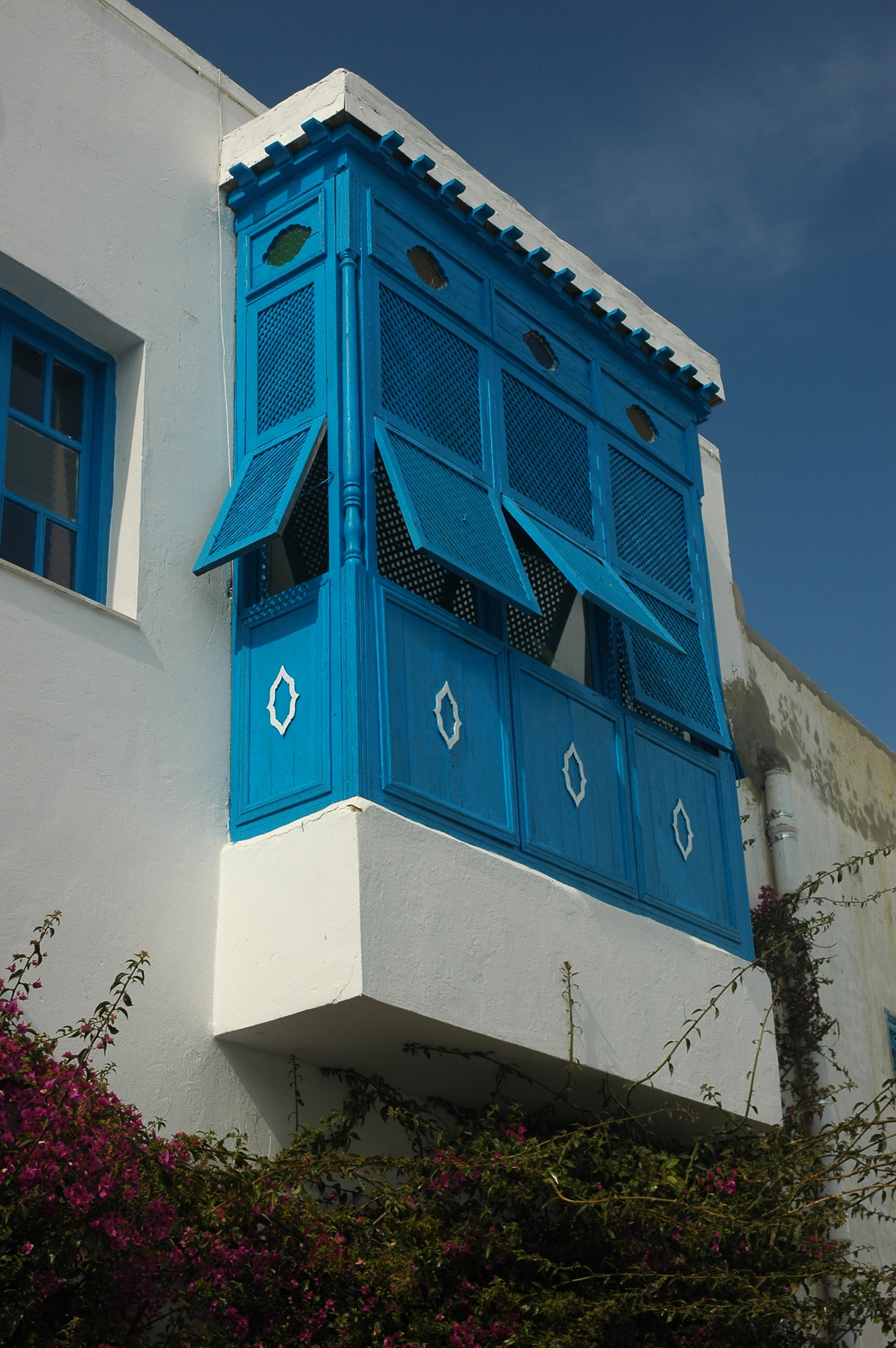
Moucharabieh traditionnel.
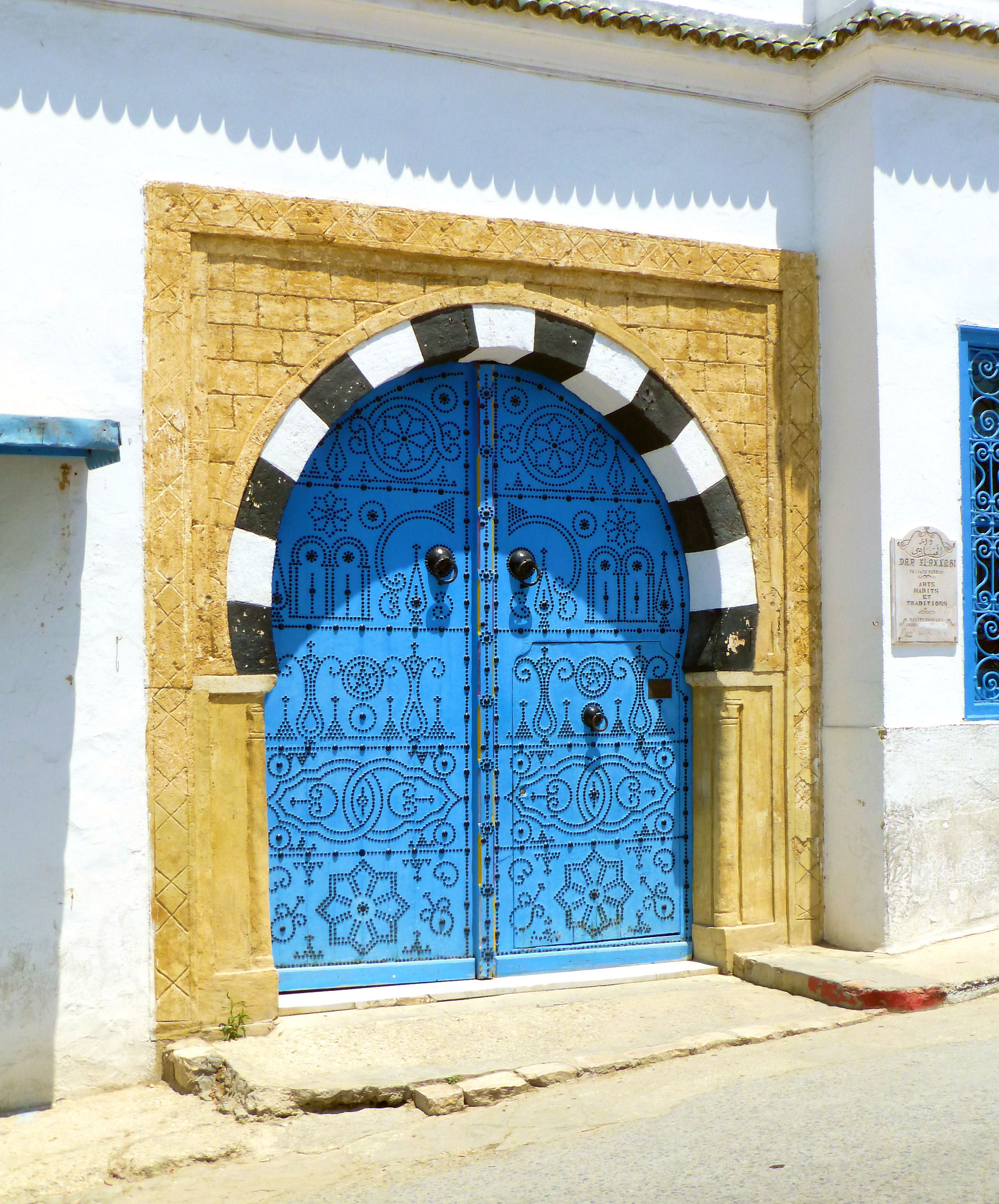
Porte typique avec le bleu de Sidi Bou Saïd.
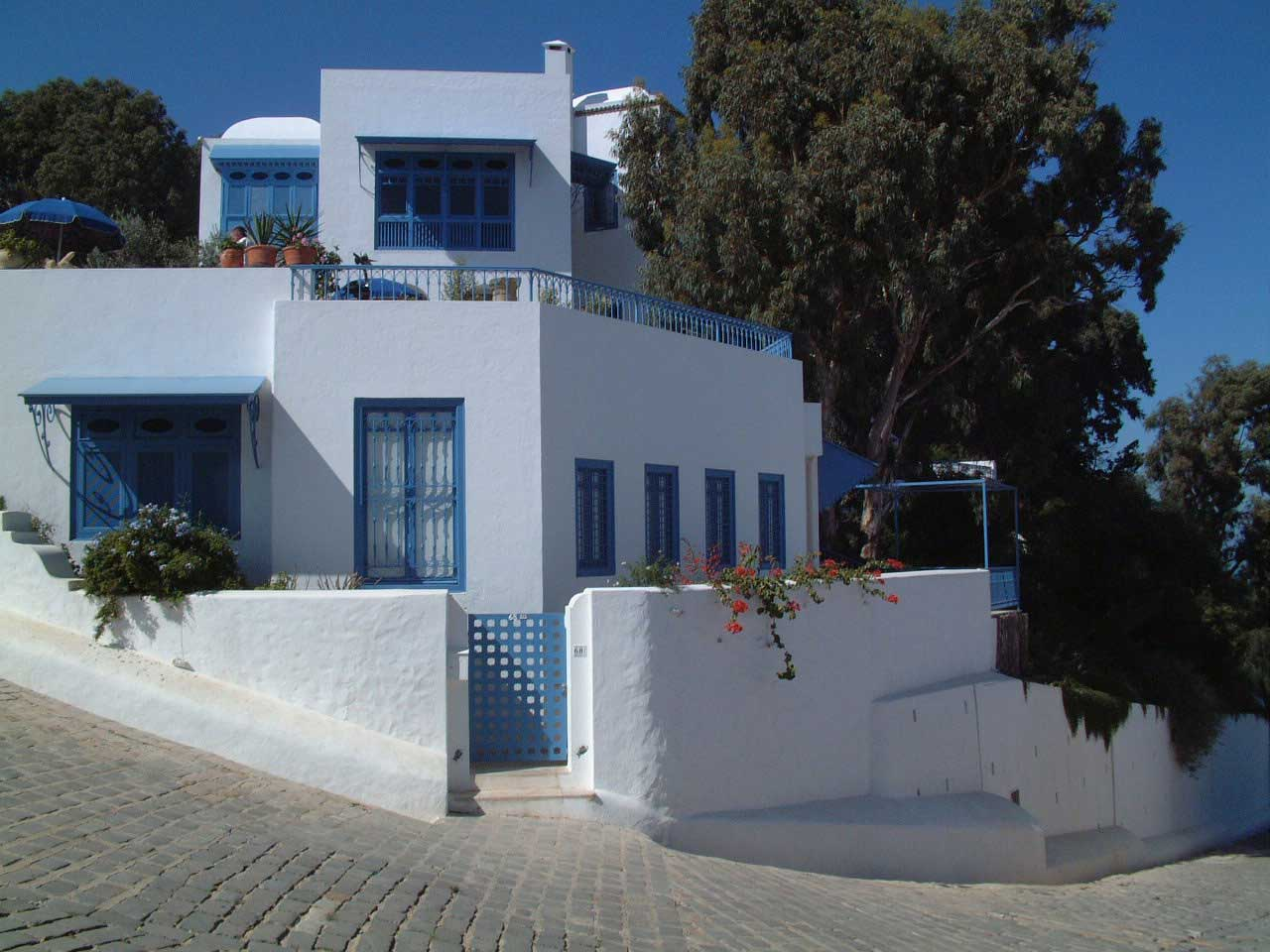
Maison type de Sidi Bou Saïd.
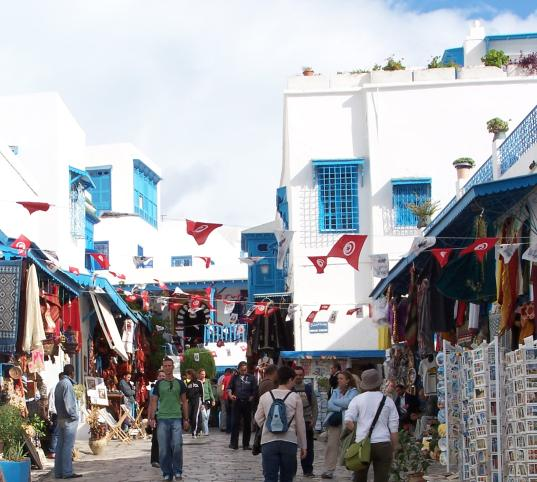
Rue commerçante.
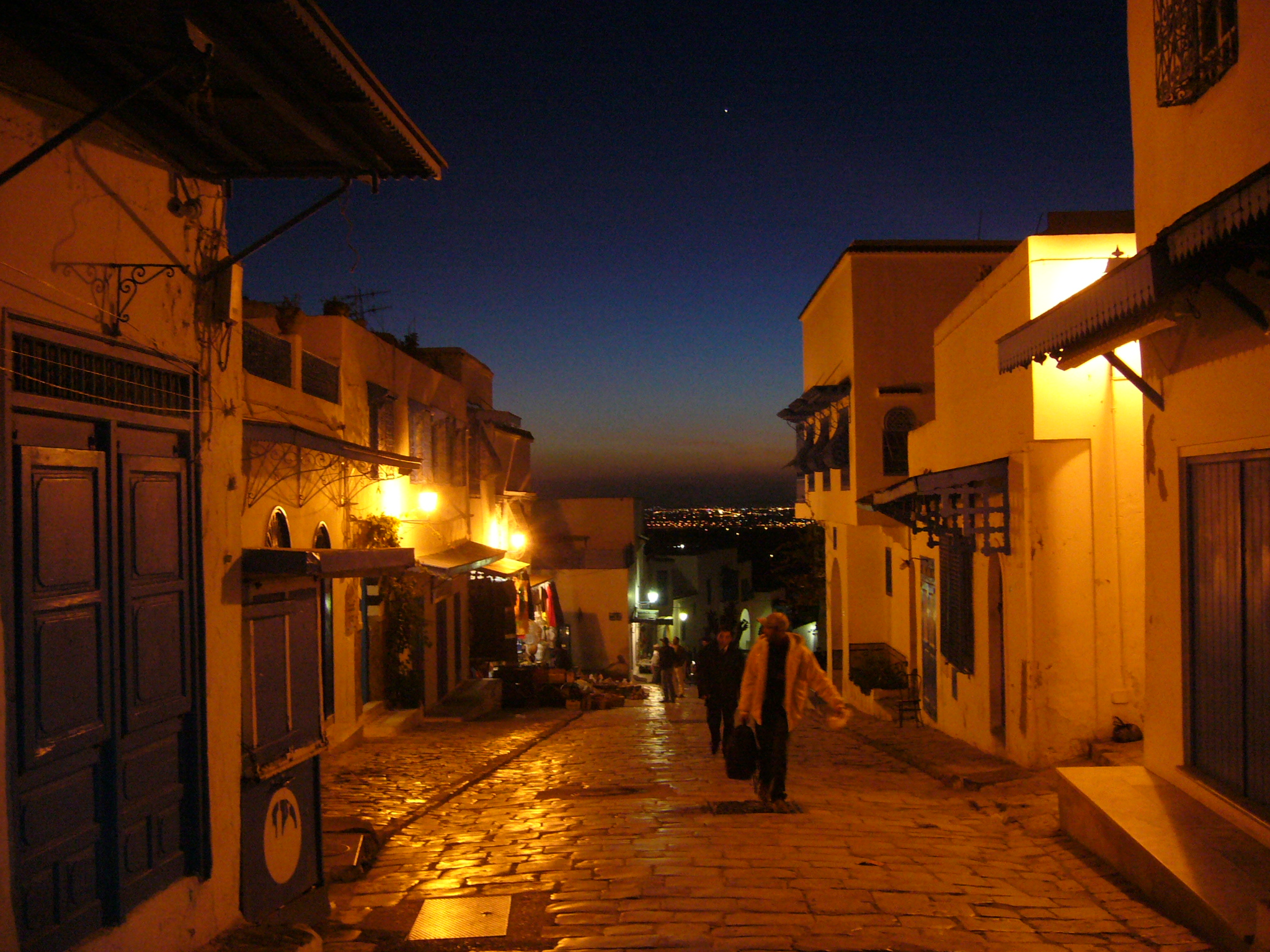
Sidi Bou Saïd nocturne.

## Transport
La ville de Sidi Bou Saïd est desservie par la ligne ferroviaire du TGM qui relie La Marsa à Tunis.

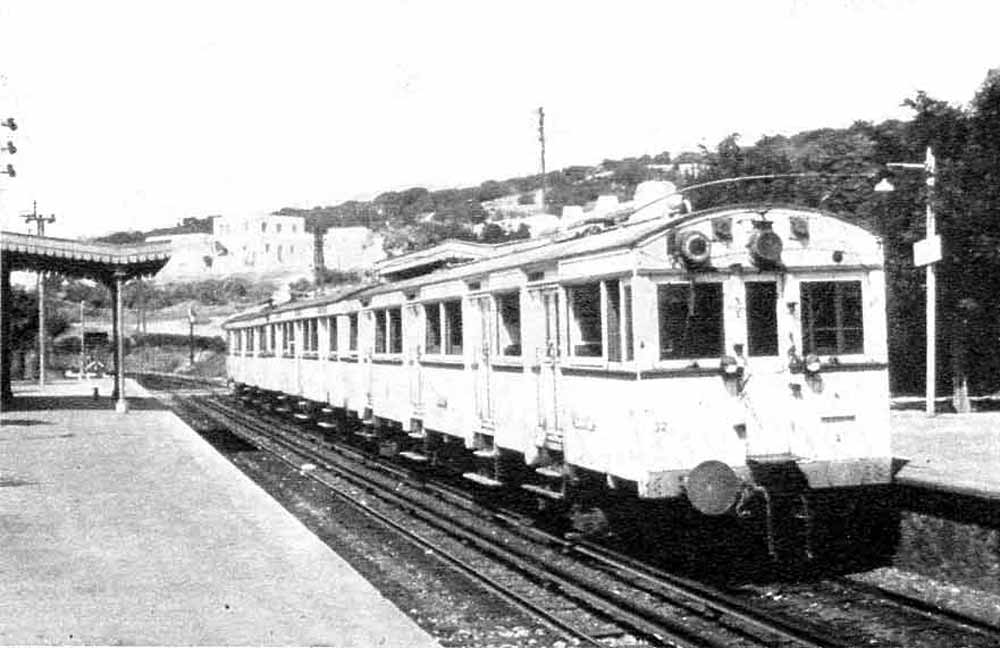
TGM en gare (1960).
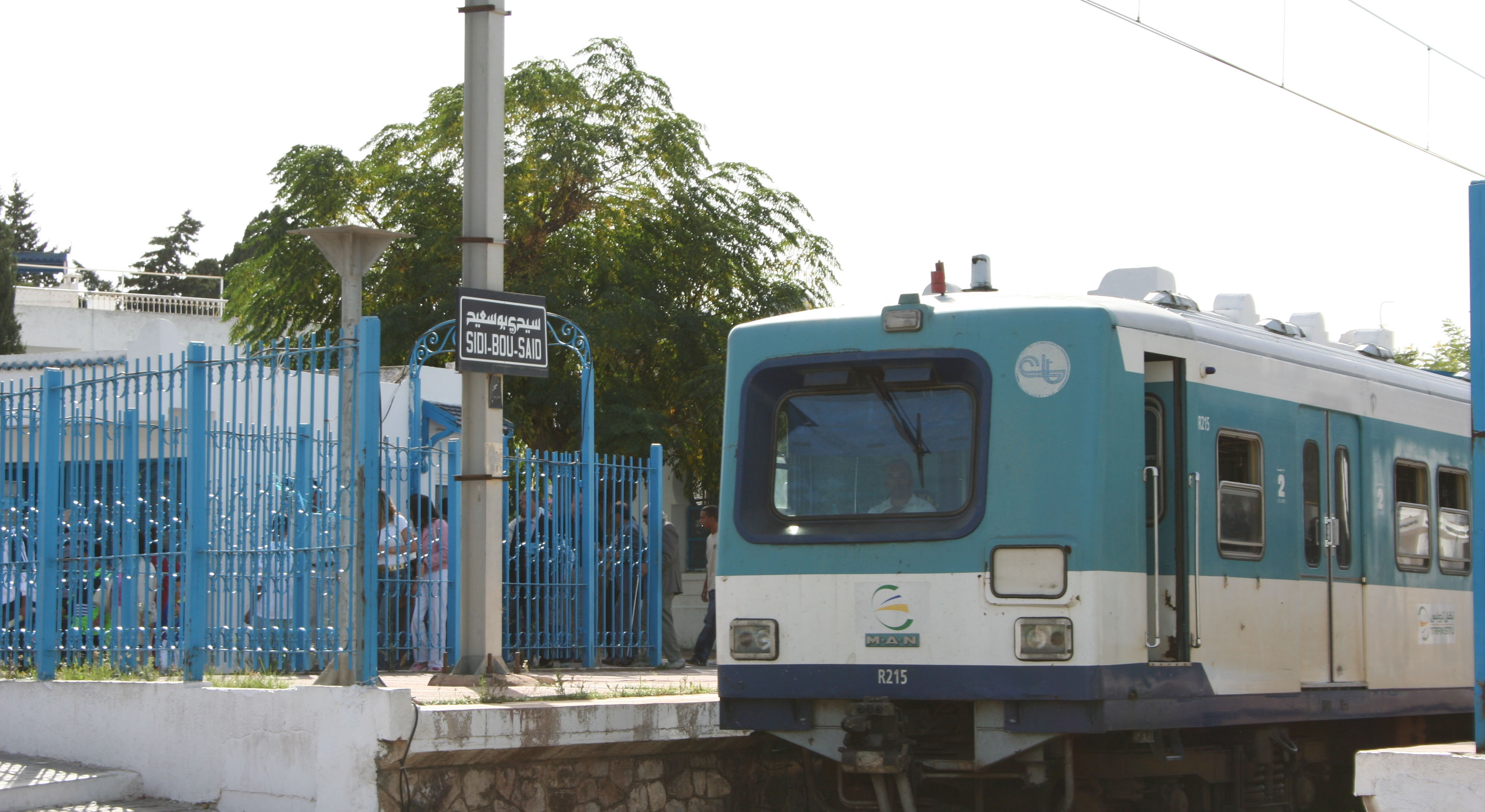
TGM en gare (2006).

## Personnalités liées au village
- Rodolphe d'Erlanger, peintre et musicologue français, mécène amoureux du village, dont la demeure est transformée en Centre des musiques arabes et méditerranéennes[41] ;
- Azzedine Alaïa, styliste et grand couturier dont la demeure a été transformée en galerie d'art après sa mort[38] ;
- Henri Gustave Jossot, dessinateur, caricaturiste, peintre, affichiste et écrivain français mort à Sidi Bou Saïd le 7 avril 1951 ;
- Hédi Turki, peintre, aquarelliste et dessinateur tunisien mort à Sidi Bou Saïd le 31 mars 2019 ;
- Othman Kaak, Jellal Ben Abdallah, Rachid Koraïchi, Mahmoud Sehili et Aly Ben Salem[42].

## Cinéma
Les scènes du marché aux esclaves dans le film Indomptable Angélique sont tournées à Sidi Bou Saïd.